# Csengersimai református templom

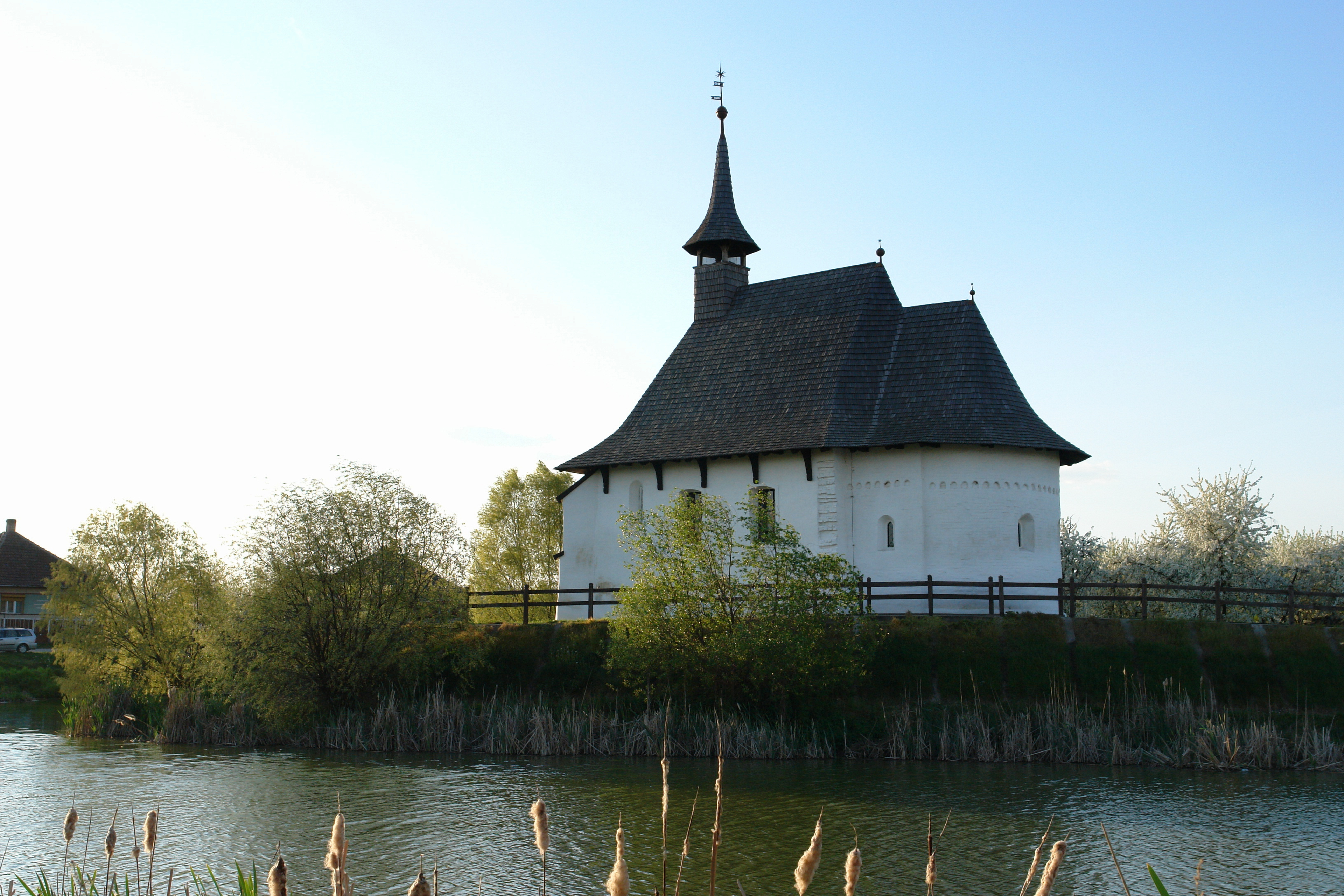

Csengersimán, a Szamos holtágból kialakított tó partján találhatjuk, festői környezetben, a kicsiny, téglából épült, középkori eredetű, fazsindellyel fedett református templomot.
A templom gépjárművel a Csengersimán átvezető 4127-es útról, annak 47. kilométerénél dél felé letérve, a Fő utcán közelíthető meg.

## A templom építészete
Ha körbejárjuk, szembetűnő a magas, meredek tető, a déli falat (a 18. században megnagyobbított ablakok mellett) egy kis román stílusú íves résablak töri át, és a félkörívesen záródó szentélyfalban is megmaradt a középkori ablak. A karcsú huszártoronnyal ékesített nyugati homlokzat elé épített, fából ácsolt kis előcsarnokon keresztül léphetünk a templom belsejébe. Az 1861-ben készült festett fakarzat és az 1761-ben készült (2000-ben fölújított), 56 táblából álló festett famennyezet, meg az 1799-ben készült szószék-korona adja a templombelső népies barokk hangulatát. A középkori falfestmény töredékek, a félköríves szentély, az íves ablakok őrzik a középkort. A román stílusú templom 1210-1220 között épülhetett, a 16. század közepe óta a reformátusoké. A 18. század elején egy tatár betörés alkalmával a templomot fölgyújtották, porig égették a falut, amely időlegesen elnéptelenedett. Az ismét benépesedett település 1729-1734 között építette újjá (a romos sekrestyét elbontották). A 18. század folyamán készült el festett berendezése. Műemléki helyreállítása az 1960-as években kezdődött, több részletben folytatódott, 2000-ben fejeződött be.